# Holy Blood
Holy Blood (укр. «Свята кров») — український музичний гурт, що грає в стилі християнський метал. Заснований у 1999 році.

## Історія
Гурт Holy Blood виник в жовтні 1999 року. Спочатку грали Brutal/Hardcore. У 2000 році гурт почав грати death/grind. Holly Blood складався з трьох музикантів: Федір Бузилевич — гітара та вокал, Дмитро Титоренко — барабани, Михайло Родіонов — бас.
У 2001 році до гурту прийшло три нових музиканти: бас-гітарист Євген Цесарьов (екс Maranatha), соло-гітарист Олексій Фурман (екс Revival), клавішниця Віра Князєва. У зв'язку з цим Михайло Родіонов перейшов на ритм-гітару. Стиль різко змінився, і гурт заграв melodic death-metal. В такому складі гурт приступив до запису дебютного альбому.
У 2002 році невеличкий київський лейбл «Core Zone» видає перший альбом гурту під назвою «Странник» («Мандрівник»).
В середині 2002 року з гурту йде гітарист Олексій Фурман і його місце займає Артем Ступак (екс Maranatha). В оновленому складі готується нова програма в стилі folk black-death. Вводиться новий інструмент: блок-флейта (Ф.Б).
У 2003 році Михайла Родіонова замінює Сергій Нагорний (екс Небесный Зов). Гурт починає готувати нову програму в стилі folk black, у котрій вже не бере участь Артем Ступак у зв'язку зі створенням свого нового проєкту Евроклідон (black). Місце соло-гітариста займає Сергій Нагорний, а ритм-гітариста Федір Бузилевич. 23 травня гурт приступив до запису другого альбому в стилі folk black-death.
В грудні 2003 року гурт покидає бас-гітарист Євген Цесарьов. На зміну йому приходить Олексій Андрущенко.
У квітні 2004 року починає працювати офіційний сайт гурту. З цього моменту гурт починає набирати популярність не тільки у своїй країні, але й далеко за її межами. Також у квітні гурт приступає до запису свого третього альбому.
У 2004 році техаський лейбл «Bombworks Records» пропонує співпрацю, і через деякий час видає альбом «Странник», котрий стає доступним для продажу в багатьох країнах світу. У 2005 році «Bombworks Records» видає другий альбом гурту «Волны Танцуют» («Хвилі Танцюють»). Також в цьому році альбом видає молодий російський лейбл «Musica Production».
В липні 2005 року гурт покидає клавішниця Віра Князєва, чиє місце займає старий знайомий гурту Владислав Малицький (екс-Гефсиманський Сад). Незадоволений надто «м'яким» звучанням гурту, Артем Ступак (під псевдонімом «Артаарот») покидає Holy Blood і створює власний проєкт з куди важчою музикою, ближчою до BURZUM і тру блек-металу загалом. Гурт отримує назву Evroklidon (на честь сильного штормового вітру евроклідону, через який зазнав катастрофи корабель апостола Павла на його шляху до Риму).
2006 рік був плодовитим для гурту в плані концертів. Holy Blood відвідали з виступами міста України, а також виступили в Швейцарії, Молдові та Фінляндії. В грудні 2006 року російський лейбл «Musica Production» видає перший альбом гурту «Странник» з новим оформленням.
30 червня 2008 року «Bombworks Records» видає третій альбом «Патріот». 17 травня 2008 гурт покидає клавішник Владислав Малицький. В червні 2008 гурт дав концерти в Польщі: м. Дебіца (Poland, Debica), Miasto Ma Glos 2 (19.05.08) ; в Чехії: м. Червонный Костелец (Czech Republic, Cerveny Kostelec)fest Freak-Fest(20.05.08), м. Опава (Czech Republic, Opava) club13(21.05.08). Після повернення додому в гурт повертається Віра Князева на місце Владислава Малицького. В червні 2008 виникли значні зміни у складі. На місце бас-гітариста Олексія прийшла Іра Клещ (раніше грала в гурті «Temporary Suffering» — doom metal, а також з Федором та Вірою в одному складі в гурті «Armageddon Metal Church»- epic doom metal), на місце барабанщика Дмитра прийшов Олександр Омельченко. Також покинув склад гурту соло гітарист Сергій. У новому складі (31.06.08) гурт Holy Blood відіграв на фестивалі Total Armageddon. У жовтні в гурт вливається новий учасник Євген Титарчук на місце соло гітариста. В листопаді до гурту приходить новий учасник Ігор Дзюба на місце ритм гітариста, а Федір переходить на вільний вокал та блок флейту. В червні 2009 в гурт вливається новий учасник Олег на місце барабанщика, замість Олександра Омельченка, що покинув гурт. Після подій, які не розголошуються громадськості, усі учасники групи крім Федора (вокал\гітара) утворюють 2008 року незалежний проєкт під назвою Oskord.
У 2018 році з нез'ясованих причин перестає працювати офіційний сайт гурту.

## Учасники гурту

### Поточний склад
- Федір Бузилевич, вокал, блок-флейта
- Віра Князева, вокал
- Євген Титарчук, гітара
- Ігор Дзюба, гітара
- Ірина Клещ, бас-гітара
- Олег Богомаз, барабани

### Колишні учасники
- Михайло Родіонов, бас-гітара, гітара
- Євген Цесарьов, бас-гітара
- Олексій Фурман, гітара
- Артем Ступак, гітара
- Сергій Нагорний, гітара
- Олексій Андрущенко, бас-гітара
- Владислав Малицький, клавіші
- Дмитро Титоренко, барабани
- Олександр Омельченко, барабани

## Дискографія

### Студійні альбоми
| Назва                                   | Подробиці | Видавець          | Рік  |
| --------------------------------------- | --- | ----------------- | ---- |
| Странник (англ. The Wanderer)           | Записано 13 травня 2002-го, студія Core Zone (Київ), перевидано 2005-го та 2006-го, на Bombworks Records та Musica Production | Core Zone         | 2002 |
| Волны танцуют (англ. Waves Are Dancing) | - | Bombworks Records | 2005 |
| Патриот (англ. The Patriot)             | Записано у 2004-2005-му роках, студія DHS (Київ), перевидано 2010-го на Musica Production                                     | Bombworks Records | 2008 |
| Ясно солнце (англ. Shining Sun)         | - | Bombworks Records | 2010 |
| День отмщения (англ. Day of Vengeance)  | - | Musica Production | 2014 |

### Requital
Проєкт-запис творчості гурту 2001-2003-го років, брутал дез/детграйнд стилістики, котрі не увійшли, або були видозмінені в студійних альбомах HB
| #  | Назва                             | Тривалість |
| -- | --------------------------------- | ---------- |
| 1. | «Возмездие за грех»               | 04:24      |
| 2. | «Деликатес»                       | 03:15      |
| 3. | «Гниение трупа»                   | 04:09      |
| 4. | «…или умри!»                      | 02:38      |
| 5. | «День смерти»                     | 04:22      |
| 6. | «Обречённый»                      | 04:24      |
| 7. | «Твои мозги работают против тебя» | 04:47      |
| 8. | «Крики летят в пустоту»           | 03:31      |
| 9. | «Убей»                            | 02:37      |

### Сингли
- Україна (2014)[3][4]